# 天地創造と楽園追放
『天地創造と楽園追放』（てんちそうぞうとらくえんついほう、伊: Creazione e cacciata dal Paradiso、英: The Creation of the World and the Expulsion from Paradise） は、シエナ派の国際ゴシック様式の画家ジョヴァンニ・ディ・パオロが1445年に板上にテンペラと金で制作した絵画である。本来、シエナのサン・ドメニコ教会の祭壇画『聖母子と天使たち』 (ウフィツィ美術館、フィレンツェ) のための裾絵 (プレデッラ) をなしていた作品中の1点である。1975年以来、ニューヨークのメトロポリタン美術館 (美術館内のロバート・レーマン コレクション) に所蔵されている。なお、メトロポリタン美術館には、やはりサン・ドメニコ教会の祭壇画の裾絵をなしていた『楽園』も所蔵されている。

## 作品
この作品は、『旧約聖書』中の「創世記」の物語から2つの場面を異時同図法で描いている。画面左側では、12人の青色の智天使に伴われている父なる神が下降しつつ飛行し、右手で新たに創造された丸い世界を指さしている。世界の中央に描かれた山と川は、4大元素と12宮を表す同心円に囲まれている。同心円のうち緑色のものは「水」を、青色のものは「空気」を、赤色のものは「火」を示している。なお、この同心円は、パオロの時代に唱えられた天動説を表しているものともいわれる。
画面右側には果樹、ユリ、バラ、カーネーションが生い茂る楽園が描かれており、楽園から追放されているアダムとイヴが右方向へと歩いている。2人は未練がましく振り返って、彼らを追放する天使を見ているが、天使が通常と異なり、裸の人間の姿をしているのは、神の恩寵を失った人間の堕落に対する慈悲心を象徴しているのかもしれない。左側の丸い世界の中央にある閑散とした山、川、砂漠などは、アダムとイヴを待ち受け寂莫たる大地とも解釈できる。
本作はその鮮やかな色彩、奇妙な図像、生き生きとした神秘的特徴により広く賞賛されている。国際ゴシック様式の影響、とりわけフランスのミニアチュール (細密画) の影響が天使、アダム、イヴの身体像と植物の細部描写に見て取れる。

## 関連作

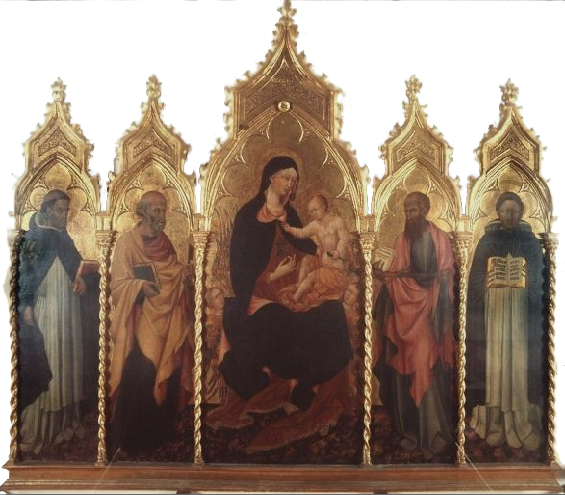
ジョヴァンニ・ディ・パオロ『聖母子と天使たち』 (ウフィツィ美術館、フィレンツェ)
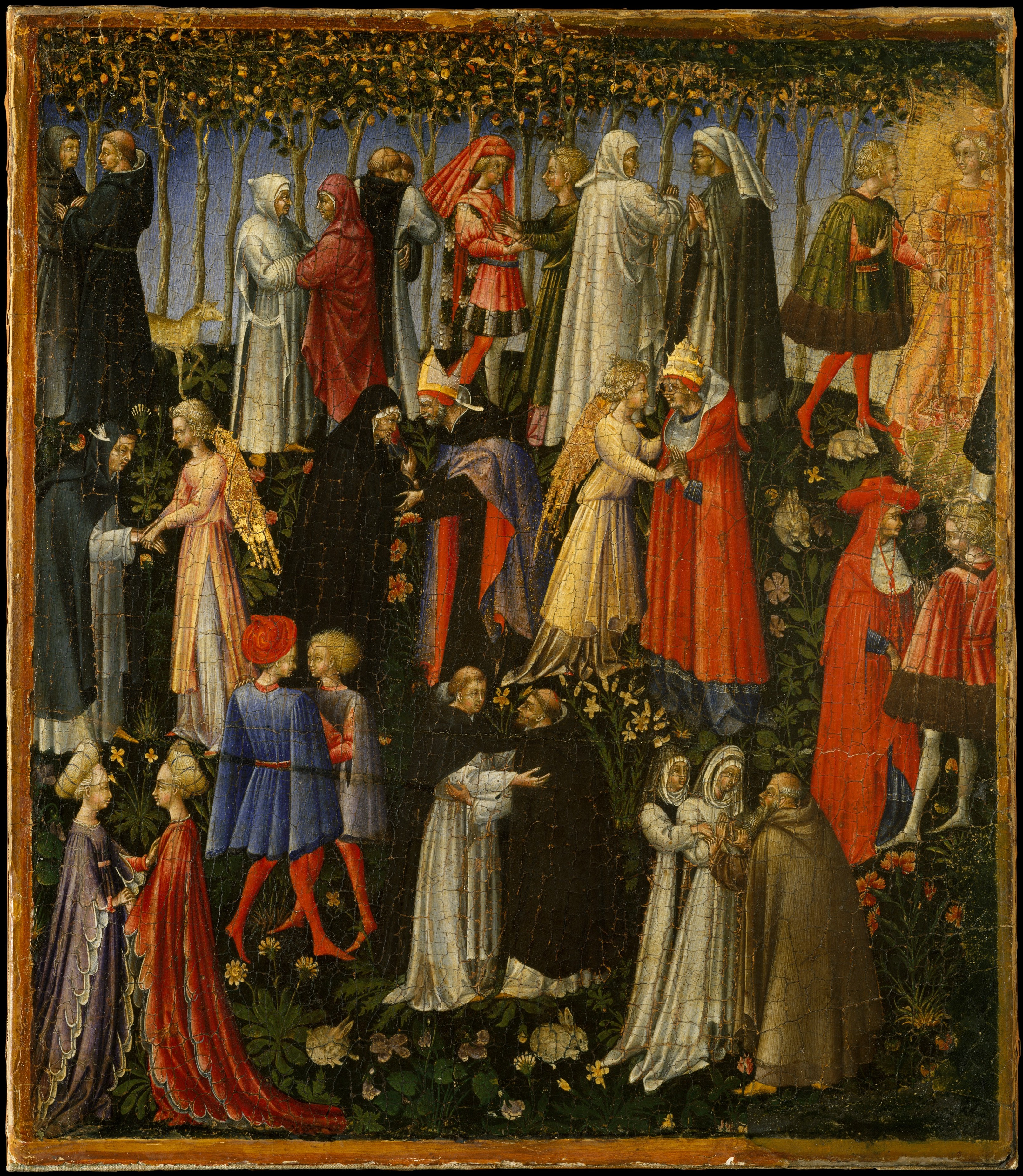
ジョヴァンニ・ディ・パオロ『楽園』 (メトロポリタン美術館、ニューヨーク)